# Долгоруков, Василий Андреевич
Князь Васи́лий Андре́евич Долгору́ков (19 февраля (2 марта) 1804, Москва—5 (17) января 1868, Санкт-Петербург) — русский военный и государственный деятель, генерал-адъютант (22.09.1845), генерал от кавалерии (17.04.1856), военный министр (1852—1856) во время Крымской войны. При Александре II — главный начальник III отделения Собственной Е. И. В. канцелярии и шеф Отдельного корпуса жандармов (1856—1866).

## Биография
Из рода Долгоруковых. Родился в Москве в семье статского советника князя Андрея Николаевича Долгорукова (1772—1834) и Елизаветы Николаевны Салтыковой. Крещен 24 февраля 1804 года в церкви Троицы Живоначальной в Зубове при восприемстве деда Н. Н. Салтыкова.
Его отец был внучатым племянником фельдмаршала Василия Долгорукова, мать — внучка обер-прокурора Я. П. Шаховского. Имел братьев Николая, Ивана (1796—1807), Илью, Сергея (1802—1832), Дмитрия (1808—1809), Владимира и сестёр Екатерину, Марию, Александру. Получив домашнее образование, поступил в 1821 г. юнкером в л.-гв. Конный полк и был произведён 23 февраля 1823 в корнеты.
Находясь в день восстания декабристов 14 декабря 1825 во внутреннем карауле Зимнего дворца, он обратил на себя внимание Императора Николая I. Проходя на площадь, Государь спросил, может ли он на него надеяться. «Ваше Величество! Я — князь Долгоруков!» — отвечал молодой корнет. 5 сентября 1830 г. Долгоруков в чине штаб-ротмистра Конного полка был назначен флигель-адъютантом и в следующем году принял участие в усмирении польского мятежа и получил ордена святого Владимира 4-й степени, святой Анны 2-й степени и чин ротмистра
Произведённый в 1835 году в полковники, Долгоруков сопровождал с 1838 по 1841 г. Александра Николаевича в путешествии по Европе и России. В 1841 г. был назначен исполняющим должность начальника штаба инспектора резервной кавалерии, в ведении которого находились 3 корпуса и южные военные поселения. 22 сентября 1842 он был произведён в генерал-майоры с назначением в свиту и утверждением в должности, а через 3 года пожалован генерал-адъютантом.

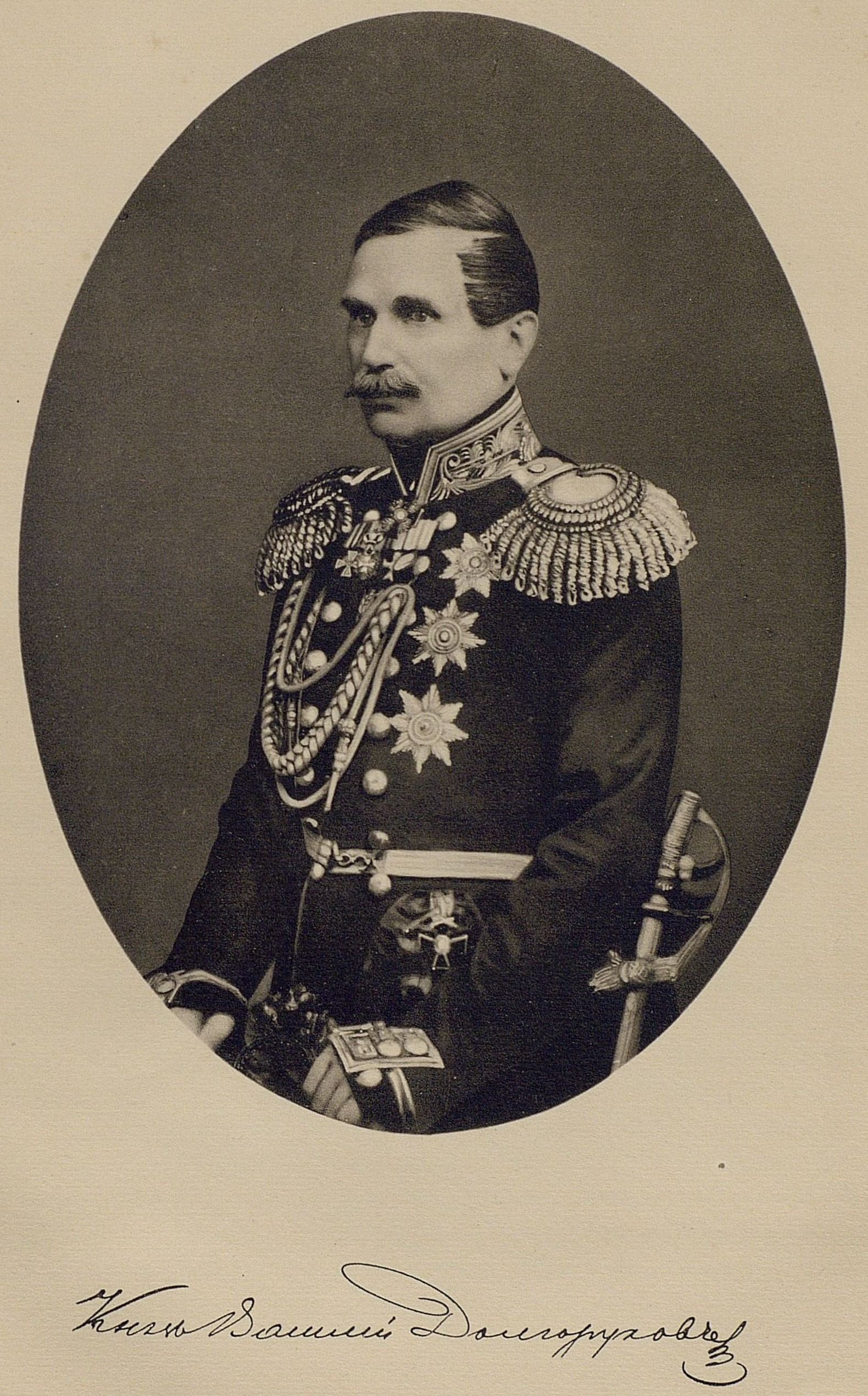
Князь В.А. Долгоруков, около 1860 г.

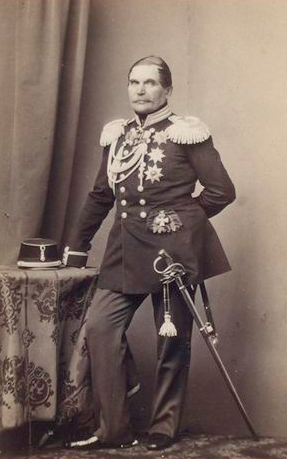
В.А. Долгоруков, шеф Корпуса жандармов. 1865 год

В 1848 г. Долгоруков был назначен на пост товарища военного министра и в следующем году произведён в генерал-лейтенанты с назначением членом военного совета. В 1851 и 1852 гг., за отъездом военного министра князя А. И. Чернышёва за границу, управлял по нескольку месяцев министерством, а 26 августа 1852 занял окончательно этот ответственный пост. Возникшая вскоре Восточная война потребовала от Долгорукова необычайного напряжения и явилась для него тяжелым испытанием. Обвинённый в провале российской военной машины, он тем не менее был награждён императором орденами святого Андрея Первозванного и святого Владимира 1-й степени.
По окончании Крымской войны в армии были намечены коренные преобразования, и Долгоруков, не чувствуя в себе сил для проведения их в жизнь, просил об увольнении от должности военного министра. 17 апреля 1856 просьба его была исполнена, и Долгоруков был назначен членом Государственного Совета с производством в генералы от кавалерии. Три месяца спустя, по личному желанию государя, Долгоруков занял пост шефа Корпуса жандармов и начальника III отделения Собств. Е. И. В. канцелярии.
На этой должности пробыл 10 лет, до покушения Каракозова на жизнь царя, после чего попросился в отставку «за неуменье охранять своего государя». Александр «со слезами» на глазах принял отставку и 10 апреля 1866 назначил Долгорукова обер-камергером. Через два года умер от апоплексического удара в Зимнем дворце, похоронен в Александро-Невской Лавре.
Незадолго до смерти Долгоруков веселил Петербург на своем новогоднем балу. Граф П. А. Валуев 6 января 1868 года записал в дневнике:
В прошлую ночь или почти вчера вечером, в исходе 12-го, скоропостижно скончался князь Василий Андреевич Долгоруков. Меня эта весть истинно потрясла. Я искренно уважал покойного и был ему искренно благодарен... Он не был государственным мужем, но он сам никогда себя и не считал им. Всякое самообольщение и всякая недобросовестность ему были чужды. Он никому не делал и никому не желал зла. Я никогда не встречал человека менее злопамятного, а в душе более скромного. Он много сделал добра, еще более желал, но не успевал или не умел его сделать... Сочувствие общее и тем более равное, что у Долгорукова как бы не было семейства. Его сын мало любим. На панихиде присутствовали государь, государыня императрица и все великие князья, кроме цесаревича.

Князь П. А. Вяземский писал в некрологе:
Долг был для него высокое и честное знамя, которому он во всю жизнь свою служил верой и правдой. Человек вполне служебный и светский, он доступен был всем свежим и молодым впечатлениям жизни. Он любил природу и способен был любоваться красотами её. Я бывал с ним летом за городом и на южном берегу Крыма и всегда с сочувствием замечал, что многотрудная служба, недавние заботы и, вероятно, неразлучные с ними тяжкие испытания, оставили в нем еще много простора и свободы для тихих и созерцательных наслаждений.
В то же время князь Пётр Долгоруков, с детства хорошо знавший покойного, аттестует его так: «бездарность полная и совершенная; эгоизм, бездушие в высшей степени; ненависть ко всему, что умно и просвещенно; боязнь… всего, что независимо и самостоятельно». Лев Толстой в «Хаджи-Мурате» описывает Долгорукова как человека «с скучающим выражением тупого лица, украшенного такими же бакенбардами, усами и висками, какие носил Николай I».

## Брак и дети

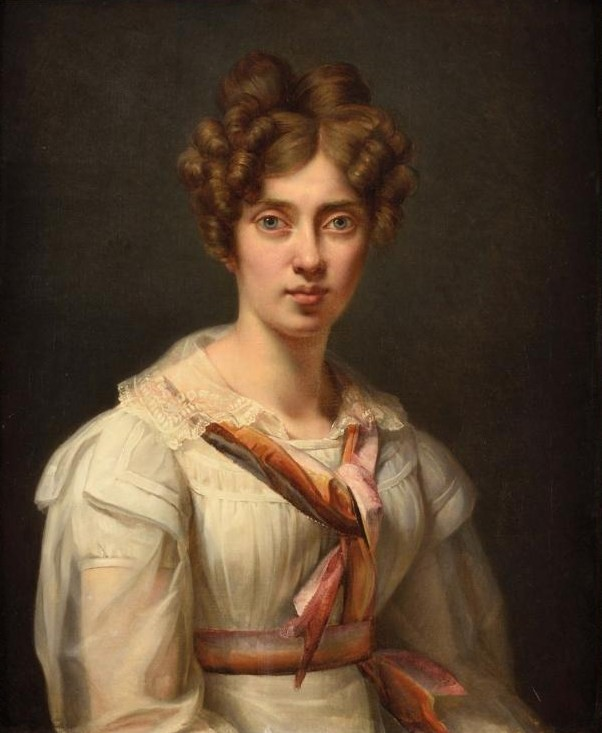
Ольга Карловна де Сен-При на портрете Дюбуа-Драгоне (1827)

Жена (с 21 апреля (3 мая) 1829 года) — графиня Ольга Карловна де Сен-При (01.06.1807—16.09.1853), дочь одесского градоначальника графа Армана-Карла-Эммануила де Сен-При от брака с княжной Софьей Алексеевной Голицыной; родилась в Петербурге, крещена 19 июня 1807 года в церкви Захария и Елизаветы при придворной больнице при восприемстве принцессы Амалии Баденской; фрейлина двора (1826). Венчалась в Петербурге в Благовещенской церкви Конногвардейского полка; одним из поручителем жениха был ротмистр Н. П. Бахметев; поручителями невесты — генерал-майор П. И. Балабин и тайный советник Д. С. Ланской. Принесла мужу в приданое обширное имение своего деда (4,5 тысяч душ крестьян) в Нижегородской и Костромской губерниях. Согласно отзыву Петра Долгорукова, Ольга Карловна «была лицом некрасива до безобразия, но зато одарена от природы не только замечательным умом, но еще и самыми редкими свойствами души. При дворе её не любили за ум, за остроту, за прямоту характера, но не могли не уважать именно за те самые качества, за которые не любили». За заслуги мужа была пожалована в кавалерственные дамы ордена Св. Екатерины (меньшого креста) (29.03.1852). Умерла в Петербурге после двух дней болезни, несколько похожей на холеру, вернувшись несколько дней перед тем из Москвы «в таком нервном возбуждении, что боялись скорее за её рассудок, чем за жизнь». Похоронена в Александро-Невской лавре.
В браке родилось четыре сына, трое из которых умерли в раннем возрасте.
- Николай  Васильевич (31.12.1829[10]—04.01.1830), крещен 3 января 1830 года в Морском соборе при восприемстве князя А. Н. Долгорукова и графини Е. А. Остерман.
- Василий Васильевич (16.01.1833[11]—25.01.1833), крещен 23 января 1833 года в Морском соборе при восприемстве князя Н. А. Долгорукова и графини Е. А. Остерман.
- Александр Васильевич (11.05.1839—26.08.1876), флигель-адъютант; был «горький пьяница и буйный под пьяную руку»[12]. Женат на Марии Сергеевне Долгоруковой (1846—1936), дочери князя Сергея Алексеевича Долгорукова (1809—1891) и графини Марии Александровны Апраксиной (1816—1892); овдовев, в 1897 году она вышла замуж вторично за графа П. К. Бенкендорфа. Сын Долгоруковых, Василий Александрович, друг императора Николая II (1868—1918), убит большевиками в Екатеринбурге[13].
- Алексей Васильевич (17.02.1842—6.12.1849[14]), умер от скарлатины, похоронен в Александро-Невской лавре.

## Военные чины
- Корнет (23.02.1823)
- Поручик (28.01.1826)
- Штабс-ротмистр (06.12.1829)
- Флигель-адъютант (05.09.1830)
- Ротмистр (30.08.1831)
- Полковник (06.12.1835)
- Генерал-майор Свиты Его Императорского Величества (22.09.1842)[15]
- Генерал-адъютант (22.09.1845)
- Генерал-лейтенант (07.08.1849)
- Генерал от кавалерии (17.04.1856)

## Награды
- Орден Святого Владимира 4-й степени с бантом (22.03.1831)[15]
- Орден Святой Анны 2-й степени (28.08.1831)
- Знак отличия «За военное достоинство» 4-й степени (1832)
- Императорская корона к ордену Святой Анны 2-й степени (06.12.1833)
- Орден Святого Станислава 2-й степени (02.04.1833)
- Орден Святого Владимира 3-й степени (08.10.1837)
- Орден Святого Георгия 4-й степени за 25 лет беспорочной службы в офицерских чинах (01.01.1847)
- Орден Святой Анны 1-й степени (19.09.1847)
- Орден Святого Владимира 2-й степени (06.12.1848)
- Золотая табакерка с портретом Его Императорского Величества, украшенная бриллиантами (24.09.1849)
- Орден Белого орла (06.12.1850)
- Орден Святого Александра Невского (26.08.1852)
- Орден Святого Владимира 1-й степени (06.12.1853)
- Орден Святого Андрея Первозванного (17.04.1855)
- Высочайший рескрипт (17.04.1856)
- Бриллиантовые знаки к ордену Святого Андрея Первозванного (08.09.1859)
- Высочайший рескрипт (10.04.1866)
- Золотая табакерка с портретами Их Императорских Величеств, украшенная бриллиантами (16.04.1867)
- Знак отличия беспорочной службы за XV лет (22.08.1842)
- Знак отличия беспорочной службы за XX лет (22.08.1847)
- Знак отличия беспорочной службы за XXV лет (22.08.1854)
- Знак отличия беспорочной службы за XXX лет (22.08.1855)
- Знак отличия беспорочной службы за XL лет (22.08.1865)

Кроме того, был избран почётным членом Московского университета (1868).
Иностранные:
- Австрийский орден Леопольда, командорский крест (1831)
- Шведский орден Меча 3-й степени с бриллиантами (1838)
- Датский орден Данеброг 2-й степени (1838)
- Ганноверский Королевский Гвельфский орден 3-й степени (1838)
- Прусский орден Святого Иоанна Иерусалимского с бриллиантами (1838)
- Австрийский орден Железной короны 2-й степени (1839)
- Вюртембергский орден Вюртембергской короны, командорский крест (1839)
- Баденский орден Церингенского льва, командорский крест (1839)
- Нидерландский орден Нидерландского льва, большой крест (1839)
- Гессенский орден Людвига, командорский крест (1839)
- Саксонский орден Заслуг 2-й степени (1840)
- Саксен-Веймарский орден Белого сокола, командорский крест (1840)
- Австрийский орден Леопольда, большой крест (1852)
- Прусский орден Красного орла 1-й степени (1853)
- Бельгийский орден Леопольда I, большой крест (1854)
- Прусский орден Чёрного орла (1854)
- Баварский орден Святого Губерта (1857)
- Гессенский орден Людвига, большой крест (1857)
- Саксен-Веймарский орден Белого сокола, большой крест (1857)
- Брильянтовые знаки к Прусскому ордену Чёрного орла (1859)
- Австрийский Королевский венгерский орден Святого Стефана, большой крест (1860)
- Табакерка с портретом принца-регента Пруссии Вильгельма (1860)
- Турецкий орден Меджидие 1-й степени (1864)
- Нидерландский орден Золотого льва Нассау, большой крест (1864)
- Французский орден Почётного легиона, большой крест  (1864)
- Вюртембергский орден Вюртембергской короны, большой крест (1864)